# Peggy Ashcroft

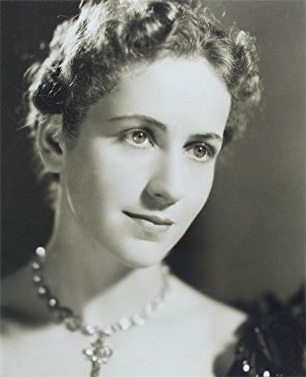
Peggy Ashcroft 1936.

Edith Margaret Emily Ashcroft, mer känd som Peggy Ashcroft, född 22 december 1907 i Croydon i södra London, död 14 juni 1991 i London, var en brittisk skådespelare.
Hon gjorde scendebut i England 1927 och i New York 1937. Hon var en strålande Shakespeareaktris och hyllades bland annat som Desdemona i Othello och som Julia i Romeo och Julia mot John Gielgud, bägge uppsättningarna år 1935.
Redan 1933 gjorde hon filmdebut i Den vandrande juden, men filmade endast sporadiskt.
År 1956 förärades hon hedersutmärkelsen Dame Commander of the British Empire. 
Vid 77 års ålder blev hon 1984 en stor stjärna internationellt för sin roll som den före detta missionären Barbie i den framgångsrika TV-serien Juvelen i kronan. Samma år belönades hon med en Oscar för bästa kvinnliga biroll som den gamla kvinnan i regissören David Leans storfilm En färd till Indien.

## Filmografi i urval
- 1933 – Den vandrande juden
- 1935 – De 39 stegen
- 1959 – Nunnan
- 1962 – The Cherry Orchard
- 1968 – Svart spegel
- 1971 – Söndag, satans söndag
- 1984 – En färd till Indien
- 1984 – Juvelen i kronan (TV-miniserie, sju avsnitt)
- 1986 – Tryggare kan ingen vara (röst)
- 1988 – Madame Sousatzka